# Bragueta de armar

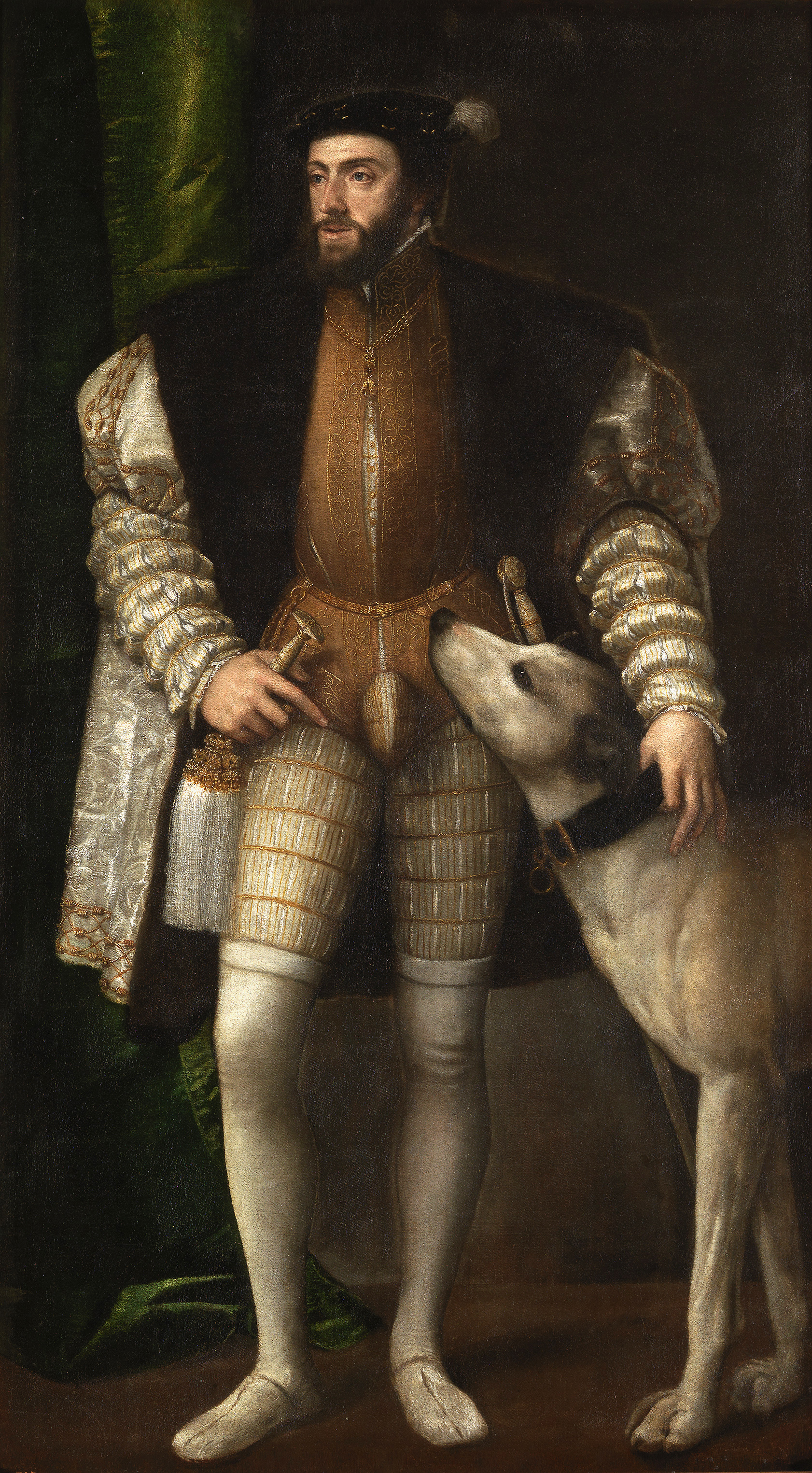
Carlos I de España luce una bragueta en este retrato creado por Tiziano, 1532-1533.

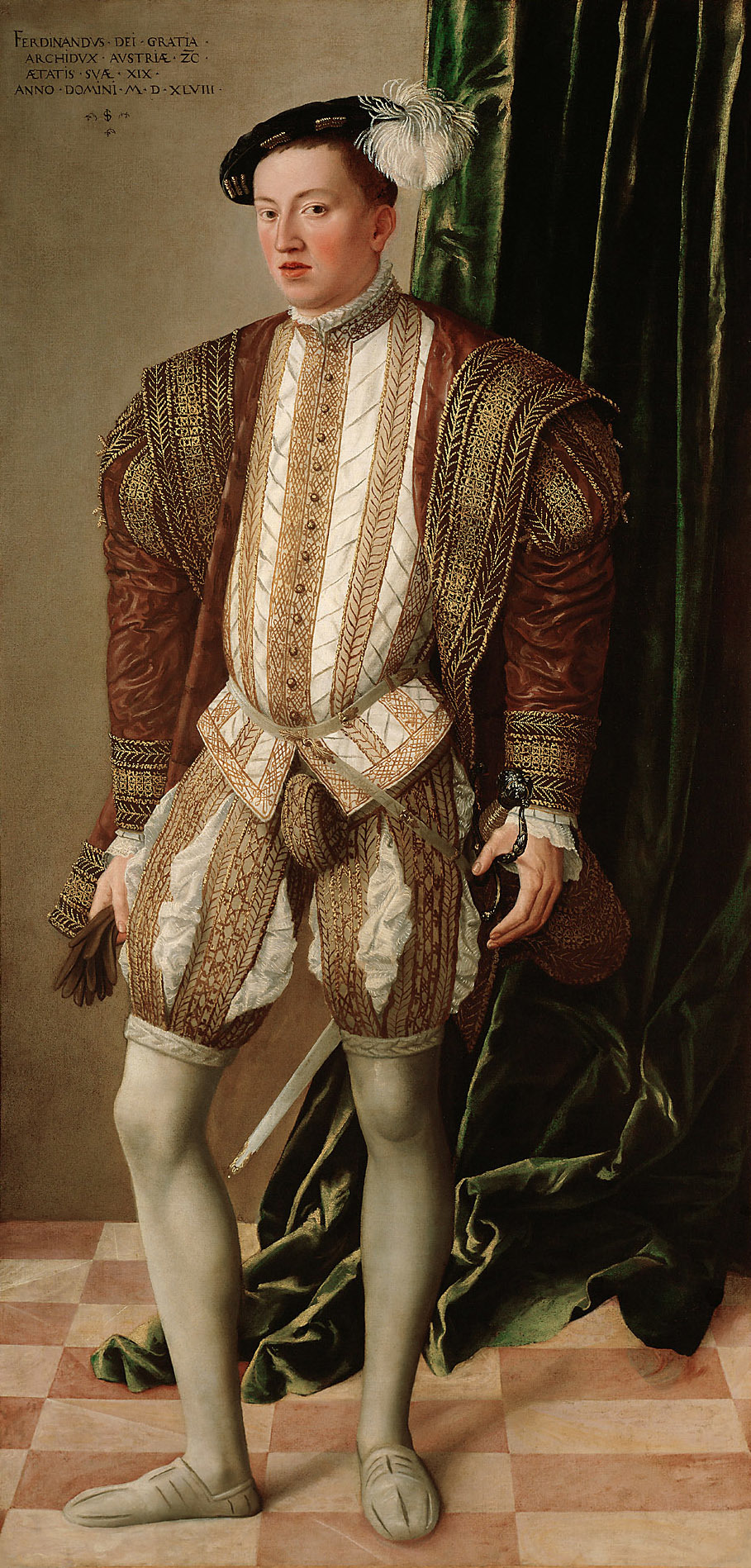
Retrato de Fernando II de Austria (1548), de Jakob Seisenegger, Kunsthistorisches Museum, Viena

La bragueta de armar era una prenda de vestir masculina que se usaba en los siglos XV y XVI para cubrir los órganos genitales. 

## Historia
En los siglos XV y XVI, la bragueta apareció por razones de pudor. Los hombres vestían calzas muy ajustadas que venían abiertas en la entrepierna, de manera que los órganos genitales quedaban cubiertos solamente por el jubón. Cuando la moda cambió y los hombres empezaron a usar jubones más cortos, apareció la bragueta.[cita requerida]
Algunas armaduras del siglo XVI incluyen braguetas metálicas.

## En España
Carlos I de España, V de Alemania, muestra el uso de la bragueta en una pintura muy famosa creada por Tiziano, el Retrato de Carlos V con perro (Museo del Prado).